# 55 Virginis
55 Virginis är en gul underjätte i Jungfruns stjärnbild.
Stjärnan har visuell magnitud +5,33 och är synlig för blotta ögat vid någorlunda god seeing. Den befinner sig på ett avstånd av ungefär 125 ljusår.